# Umma (Mesopotamien)
Umma var namnet på en sumerisk stadsstat, belägen nära floden Tigris i nuvarande Irak. Platsen för Umma har tidigare trotts vara Tell Jokha men arkeologer tror nu att staden motsvarar ruinhögen Umm al-Aqarib ungefär 6,5 kilometer sydost om Tell Jokha. 

## Historia
Umma är känd för att ha varit en part i en långvarig gränskonflikt med grannstaten Lagash vilket ledde till flera krig mot dessa och nederlag för Ummas del. Umma är även känd för kung Lugalzagesi som var Sumers sista storkonung innan den akkadiska erövringen. Lugal-zage-si skall ha förstört Lagash när han erövrade staden men den omnämns snart igen under det Akkadiska imperiet. Umma nådde sin höjdpunkt under Lugal-zage-si kring 2275 f.Kr. Några år innan hela Sumer erövrades av Akkaderna. Umma skapade Umma-kalendern vilken är föregångare till den Babylonska kalendern. Staden skall ha övergivits under mellersta bronsåldern, omkring 1600 f.Kr.
Umma omnämns i den sumeriska texten "Inannas nedstigning till underjorden" då gudinnan Inanna övertalar dödsrikets demoner att inte ta den sörjande guden Shara (Ummas huvudgud), som led bittert av gudinnans frånfälle, utan istället ge sig efter guden Dumuzi av Uruk som inte uppvisade några tecken på sorg över Inannas hädanfärd, utan levde som vanligt. 
Över 30 000 lertavlor och fragment med kilskrift har återfunnits gällande Umma. Dessa ger enorma mängder administrativ och ekonomisk information och innebär en detaljerad insikt i Ummas affärer.

## Arkeologi
Det skulle dröja länge innan Umma utgrävdes systematiskt. Den brittiske geologen, upptäcktsresanden och arkeologen William Loftus besökte platsen 1854 och senare under samma århundrade besöktes platsen av John Punnett Peters från University of Pennsylvania i Philadelphia, i förbindelse med amerikanska utgrävningar i Nippur. Under tidigt 1900-tal började lertavlor med kilskrift från vad man trodde var Umma dyka upp på antikmarknader. Irakiska arkeologer har under utgrävningar hittat bevis för att Tell Jokha, där man tidigare trott att Umma låg, egentligen var staden Gisha, som hörde under Ummas styre. Staden Umma identifieras nu istället med ruinhögen Umm al-Aqarib. Där har man funnit flera byggnadsrester samt ett tempel eller palats från 2900-2300 f.Kr. 2017 började det slovakiska arkeologiska och historiska institutet nya utgrävningar kring Tell Jokha.

### Plundring
Under invasionen av Irak 2003 utsattes området kring Umm al-Aqarib för bombräder. Efter det skedde en massplundring av utgrävningarna på platsen och plundrarna grävde hundratals diken och hål på platsen. Detta har gjort extrem skada på kvarlämningarna och möjligheten för vidare utgrävning och forskning om staden Umma på platsen anses nu extremt försvårad. Ett område på lite mer än en kilometer av möjliga arkeologiska fynd anses nu som totalförstörd.

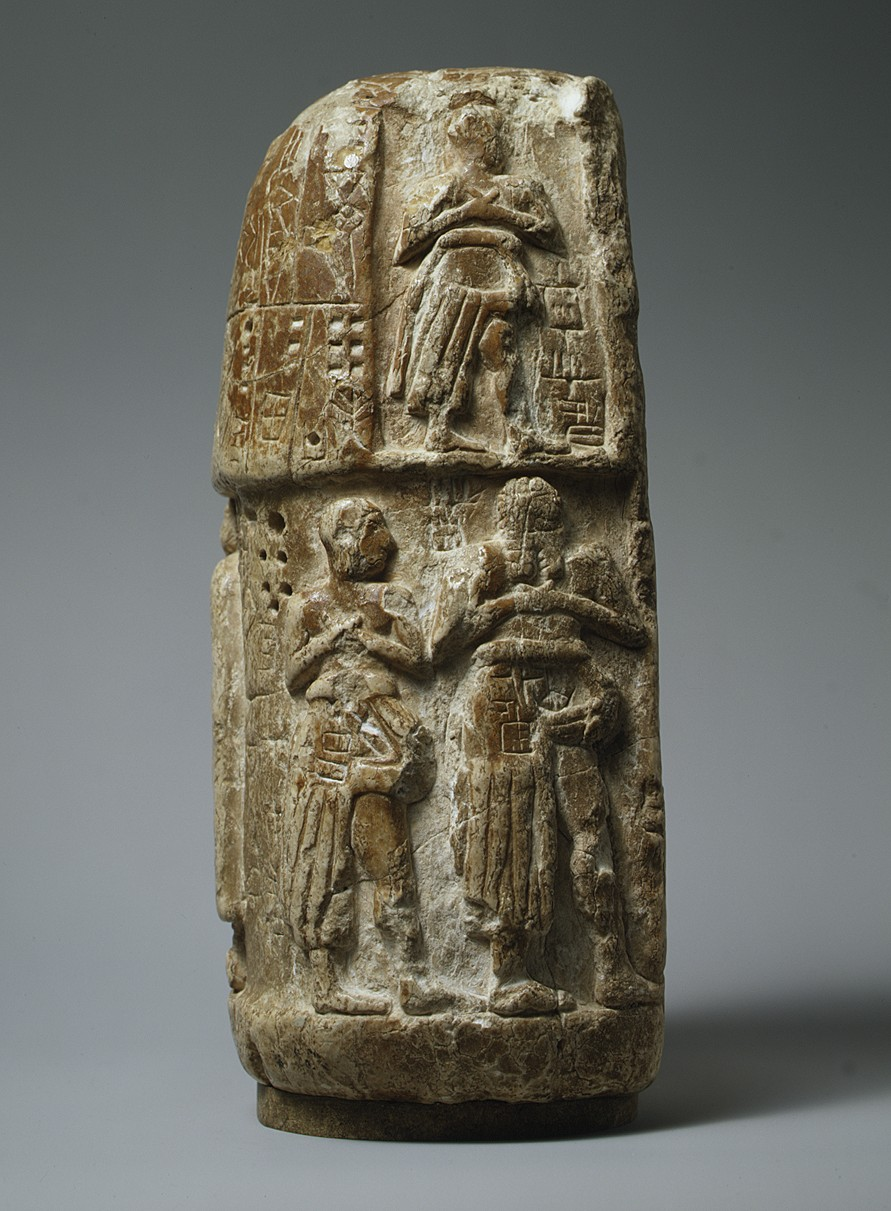
Ushumgals stele från cirka 2900-2700 f.kr. Tros ha skapats i Umma.
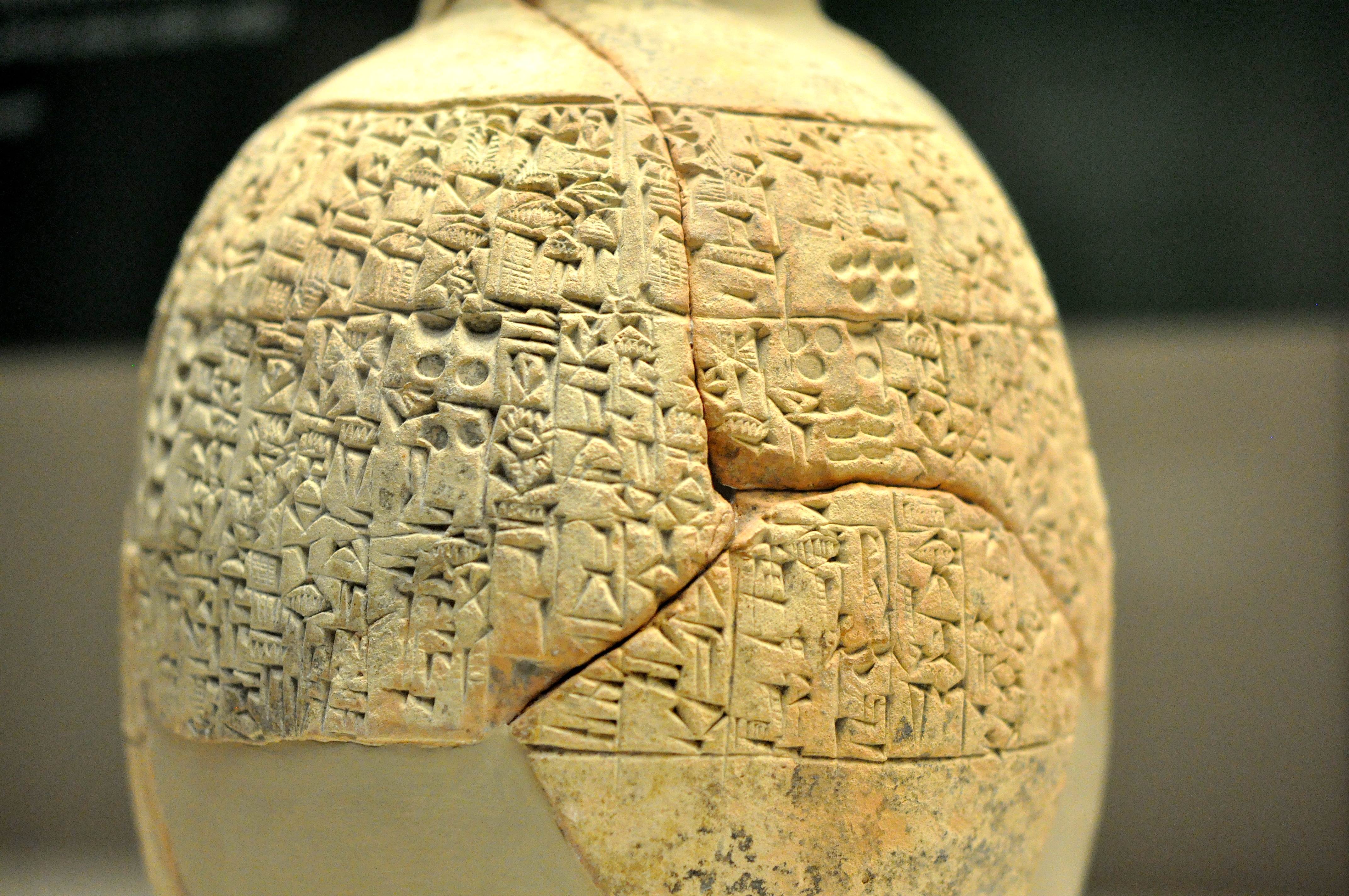
Denna kuniformtext berättar om Ummas långdragna gränskonflikt med Lagash. Texten är ur Ummas perspektiv. Bilden tagen på Brittiska museet i London.
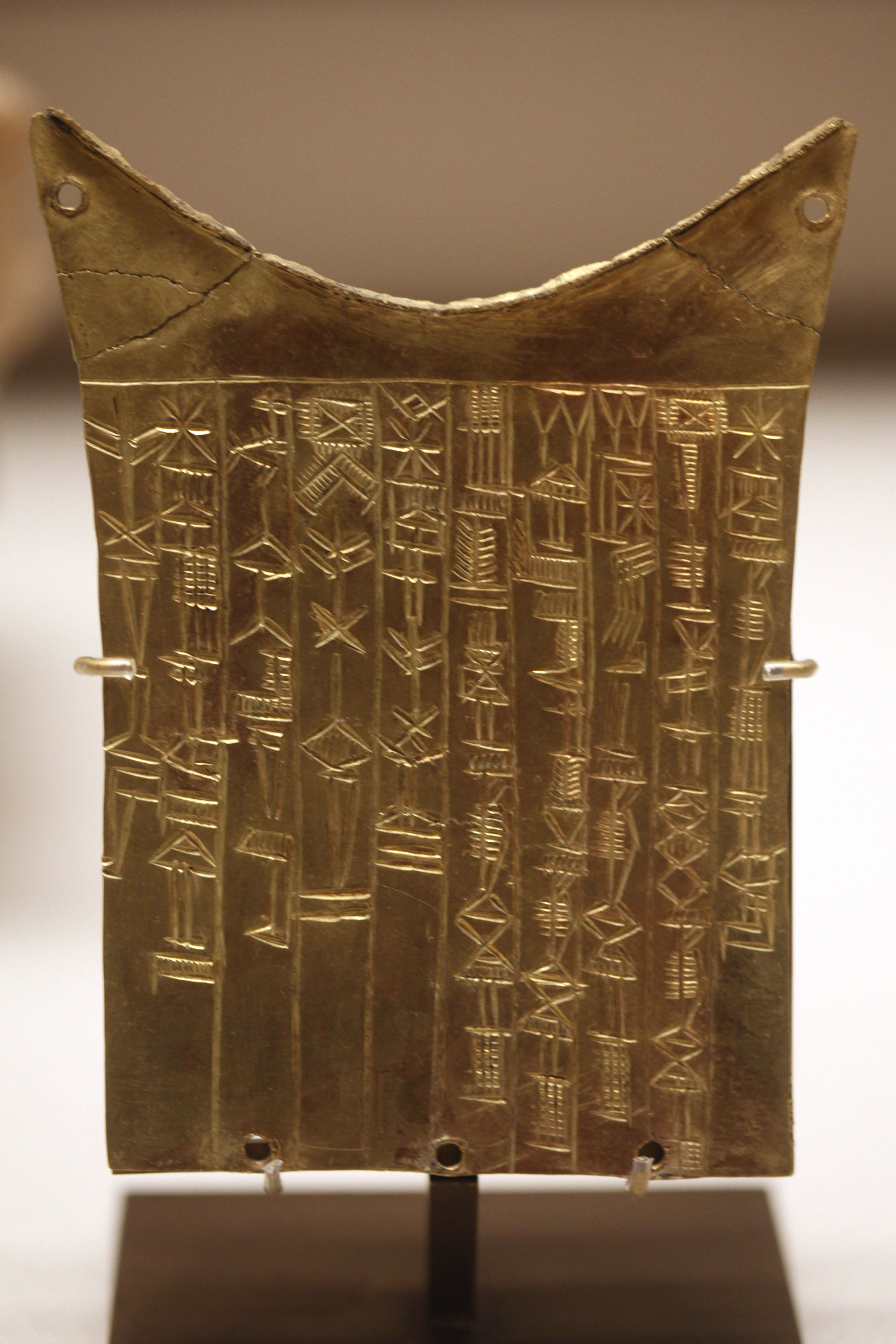
Tavla tillägnad guden Shara av drottning Bara-irnum av Umma. Hon tackar här guden för att ha räddat hennes liv. Från cirka 2370 f.kr.
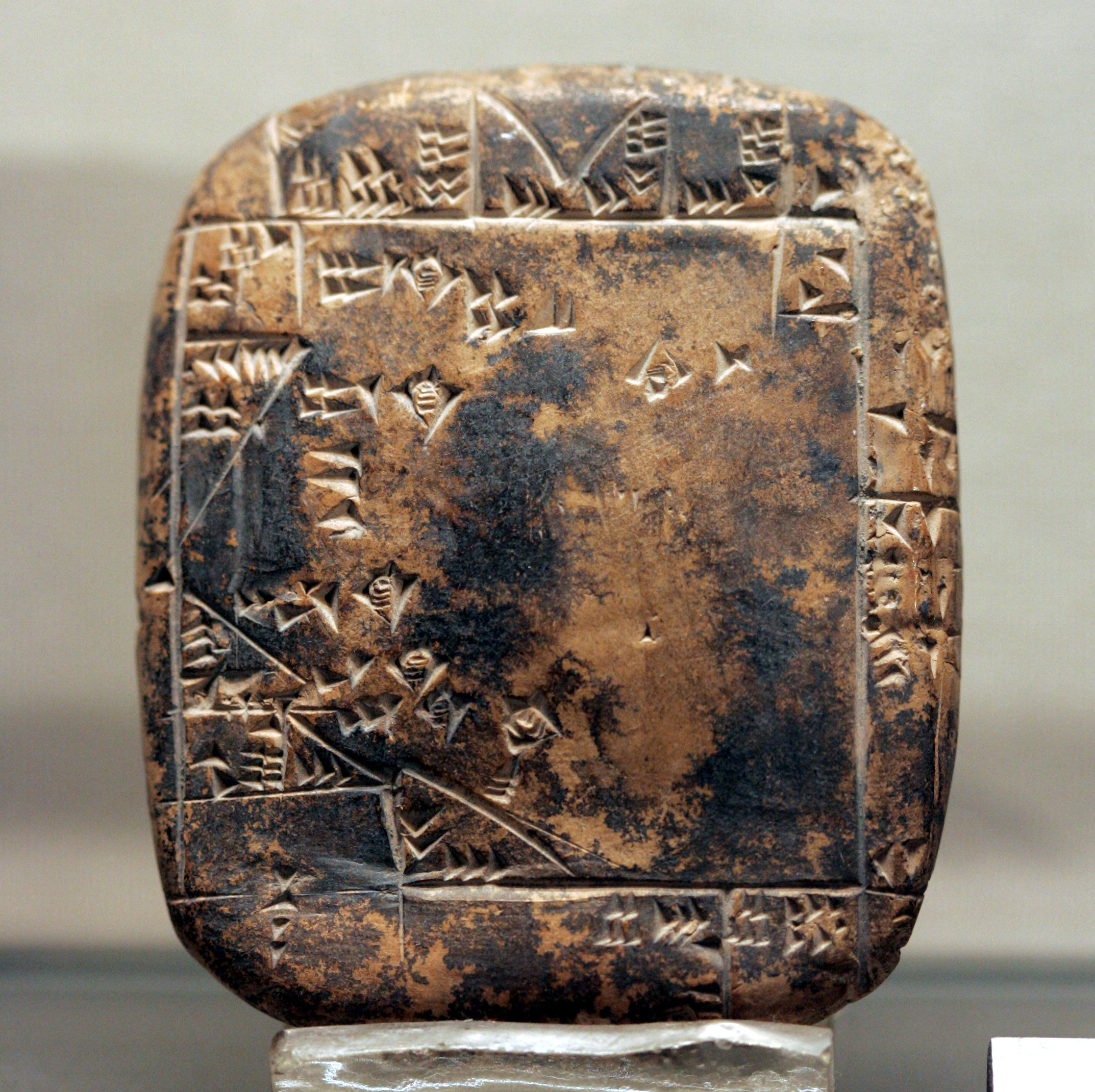
Ritning för ett hus i Umma, från 2300-2200 f.kr. Bild från Louvren, Paris.
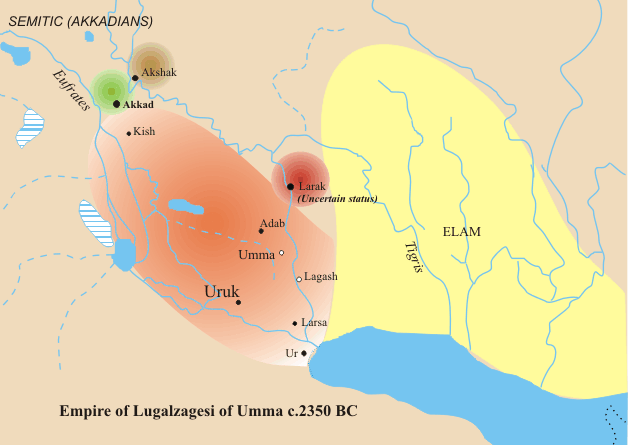
Område som ingick i kung Lugal-zage-si av Ummas rike. Perioden markerar Ummas storhetstid.